# Сакаевское сельское поселение
Сака́евское се́льское поселе́ние — упразднённое сельское поселение в Теньгушевском районе Республики Мордовия.
Образовано в 2004 году в границах, определённых Законом Республики Мордовия от 28 декабря 2004 года.
В состав поселения входили:
- село Сакаево — административный центр поселения,
- деревня Сакаевский Майдан.

Управление Сакаевским сельским поселением осуществлялось Советом депутатов, избиравших Главу сельского поселения, а также Администрацией сельского поселения.
Законом Республики Мордовия от 12 октября 2009 года объединено с Шокшинским сельским поселением путём вхождения населённых пунктов Сакаевского сельского поселения в его состав.